# 춘천시의 지질

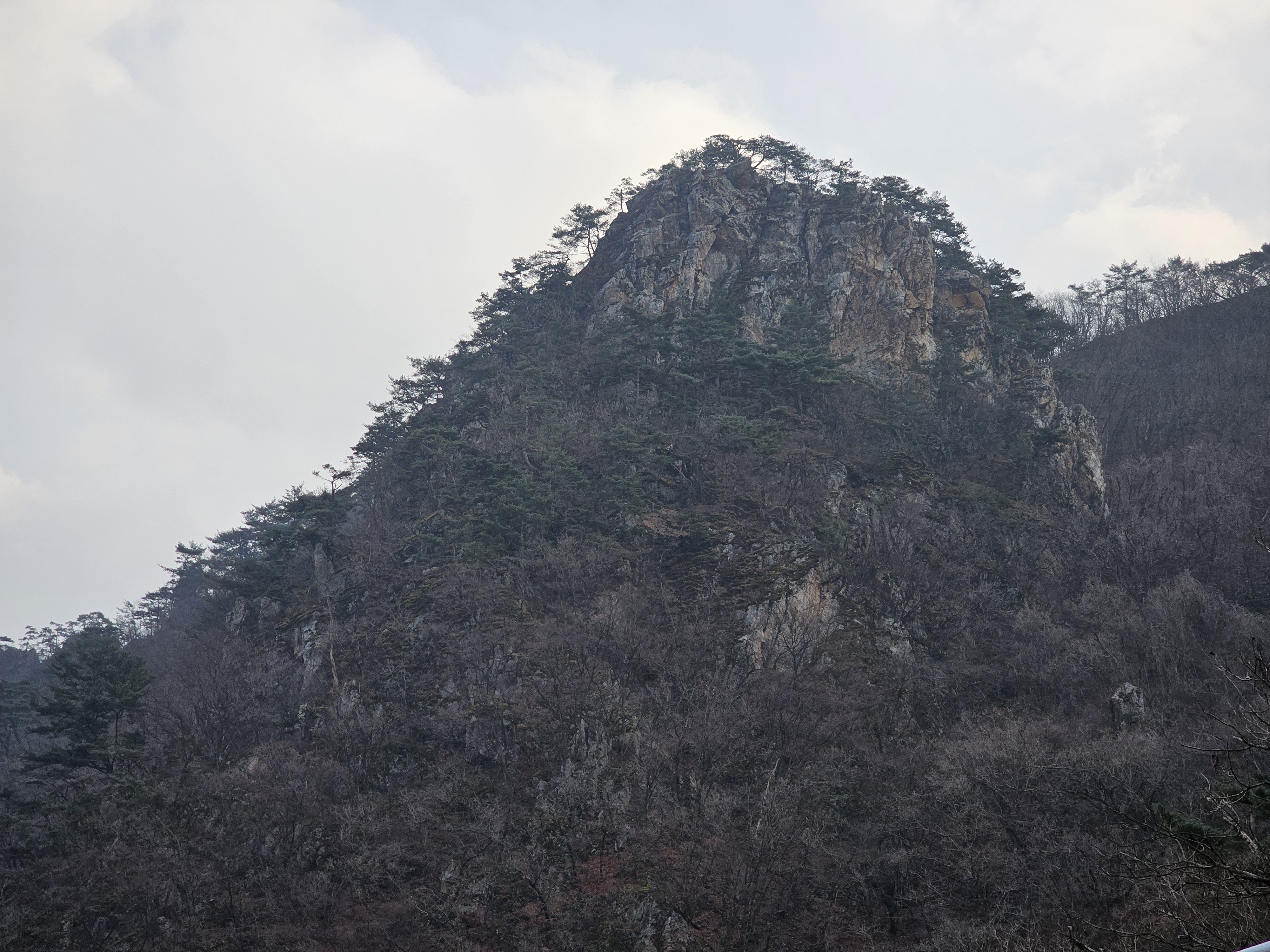
선캄브리아기 의암층군으로 구성된 춘천 삼악산

본 문서에서는 대한민국 경기 지괴/경기 육괴 내 강원특별자치도 춘천시의 지질에 대해 설명한다.

## 개요
강원특별자치도 춘천시는 경기 지괴/경기 육괴 한가운데에 위치해 있어, 춘천시의 지질은 대부분 선캄브리아기의 호상 편마암으로 구성되며, 춘천시 남산면·신동면·동산면·홍천군 북방면에는 직경 20 km의 퇴적분지에 퇴적된 의암층군이 분포한다. 춘천시 시가지와 용화산~오봉산 지역에는 중생대 쥐라기의 대보 화강암이 분포하는데 극단적으로 이중적인 지형인 침식 분지와 화강암 암석이 드러난 산(봉우리)을 형성한다. 1:5만 지질도폭 상으로,
- 화천 지질도폭(1997) 남부 (사북면 북부)[2]
- 양구 지질도폭(2007) 남부 (용화산, 북산면 북부)[3]
- 춘천 지질도폭(1974) 동부 (가덕산, 사북면 남부, 서면 (춘천시), 삼악산 (강원), 신북읍 서부, 춘천시내)[4]
- 내평 지질도폭(1974) 대부분 (신북읍 동부, 북산면 남부, 동면 (춘천시), 동내면 북부, 가리산 (강원))[5]
- 가평 지질도폭(1974) 대부분 (남산면, 남면, 신동면, 동산면 서단)[6]
- 홍천 지질도폭(1975) 북서부 (동내면 남부, 동산면)[7]

에 해당한다.

## 선캄브리아기용두리편마암복합체
용두리편마암복합체(龍頭里片麻巖複合體, Yongduri gneiss complex)는 홍천군 서부 및 춘천시 지역의 기저를 이루며 많은 지역을 차지하는 고기(古期) 편마암류 복합체이다. 퇴적암이 광역 변성 작용을 받아 형성된 준(準)편마암류이며 암상 및 변성도에 따라 화강암질 편마암, 호상흑운모편마암, 자류석편마암, 흑운모 편마암 및 편암층 등으로 구분된다.

### 호상 흑운모 편마암
호상 흑운모 편마암은 춘천시 동부 북산면과 동면 품걸리, 상걸리 지역에 넓게 분포하며 홍천군, 인제군, 양구군 지역으로 이어진다. 흑운모로 구성된 우흑대와 석영, 장석으로 구성된 우백대가 교호하는 전형적인 호상 편마암으로 5~20 m 폭의 석회규산염암층이 단속적으로 협재된다.

### 흑운모 편암
흑운모 편암은 소양강댐 주변에 분포하며 용두리편마암복합체의 최상부이며 하부의 호상 흑운모 편암과 점이적이다. 대부분 흑운모 편암으로 구성되고 각섬석·녹니석 편암과 교호하며 하부에 석회규산염암이 협재된다.

### 흑운모 편마암·편암
춘천시 서부 가덕산~굴봉산~남면 지역에는 용두리편마암복합체의 흑운모 편마암 및 편암이 분포하며 석영편마암과 흑운모 편마암 및 편암이 교호한다. 자류석과 전기석을 포함한다.

## 선캄브리아기의암층군
의암층군(衣巖層群, Euiam Group)은 용두리편마암복합체 위에 부정합으로 놓이는 일련의 변성퇴적암으로 구성된 지층으로 밑에서부터 의암규암층, 강촌층, 구곡리층, 방곡리층, 창촌리층, 추곡리층, 동산층 7개 지층으로 구분된다. 1971년 1:250,000 춘성 지질도폭 조사 당시 춘천시 지역에 분포하는 지층을 춘성통이라 명명하였으나 가평 지질도폭(1972) 및 홍천 지질도폭(1975)에서는 이를 의암층군이라 명명하였다. 그러나 김옥준(1973)은 의암이라는 이름이 의암 규암층으로 오인하기 쉬워 춘성층군으로 재명명하였다. 춘성층군 또는 의암층군은 밑에서부터 의암 규암층, 강촌층, 구곡리층, 방곡리층, 창촌리층, 추곡리층, 동산층 7개 지층으로 구성된다. 이중 강촌층과 구곡리층은 의암~강촌 지역에만 분포하고 나머지 지층은 춘천시 남산면~남면~동산면~홍천군 북방면에 걸치는 직경이 20 km에 달하는 원형의 분지 내에 거의 동심원 형태로 분포한다. 의암 규암층은 분포지 최외곽에 분지를 둘러싸며 분포하며 용두리편마암복합체를 부정합으로 덮는다. 의암층군 각섬석 편마암의 U-Pb 저어콘 연대는 1995±22 Ma (고원생대 오로세이라기)로 보고되었고 의암층군을 관입하여 중앙부에 넓게 분포하고 있는 안구상 편마암의 관입 시기는 1952±13 Ma (고원생대 오로세이라기)로 보고되었으며 이는 경기편마암복합체의 고원생대 변성시기와 거의 일치해 두 암석은 동일한 지층일 가능성이 있다. 의암층군의 7개 지층 중 가운데 분포하는 동산층을 제외한 나머지 지층들은 분포가 연속적이지 못하고 중간에 첨멸하거나 단층에 잘린다.

### 의암 규암층
의암 규암층(衣巖 珪岩層, Euiam quartzite Formation)은 선캄브리아기 용두리편마암복합체를 부정합으로 덮는 의암층군 최하부의 규암 지층으로, 춘천시 신동면 의암리 지역을 표식지로 하여 삼악산~등선폭포~강선봉(485 m)~남면~좌방산(502 m)~홍천 팔봉산(328 m)~홍천군 북방면~동산면 성재산(553 m)~구절산(750 m)~연엽산(850 m)~대룡산(899 m) 지역까지 의암층군 최외곽을 둘러싸며 위쪽이 끊어진 반지 형태로 분포한다. 주로 (유)백색 내지 담갈색 규암으로 구성되며, 규암 중에는 부분적으로 줄무늬 형태로 배열된 견운모(삼악산 지역) 또는 흑운모·백운모가 포함된다. 의암 규암층의 두께는 지역에 따라 변화가 심한데 삼악산 지역 250 m, 등선폭포 계곡 400 m, 춘천시 남산면 강촌리 구곡폭포 지역 100 m 이고 남쪽으로 갈수록 얇아져 춘천시 남면~홍천군 북방면 지역에서 30~40 m 이다가 성재산 40~60 m, 구절산 150~250 m, 연엽산 350 m, 수리봉(644 m) 부근 150~300 m, 대룡산 지역 30~100 m 이다.
삼악산과 등선폭포
- 등선폭포

### 강촌층
강촌층(江村層, Gangchon Formation)은 춘천시 남산면 강촌리를 표식지로 하여 구곡폭포와 의암리 지역에 분포하는 지층이다. 의암~강촌 지역에만 분포하는 강촌층은 100 m 두께에 주로 흑운모-녹니석편암으로 구성되며 지역적으로 각섬석이 많아져 각섬암의 양상을 보이는 곳도 있다. 구 경춘선 강촌역 일대에서 강촌층의 상한과 하한이 모두 확인된다.
강촌층

### 구곡리층
구곡리층(Gugokri Formation)은 춘천시 남산면 강촌리 구곡폭포 지역을 표식지로 하여 두리봉(486 m, 강촌리 남쪽)에서 신동면 의암리까지 분포한다. 의암 규암층과 강촌층을 비정합(disconformity)으로 덮는 구곡리층은 안구상(augen) 편마암으로 구성되며 강촌리 동부 말골 지역에서 교대 작용(metasomatism)에 의해 분홍색으로 변질된 부분이 있다.

### 방곡리층
방곡리층(芳谷里層, Bangokri Formation)은 춘천시 남산면 방곡리를 표식지로 하여 신동면 의암리에서 안산(310 m, 방곡리 서쪽)과 봉화산을 지나 뒷재봉(501 m) 지역까지 분포한다. 방곡리층은 니질암 내지 사질암 기원의 입상(granulitic) 변성암으로 구성되며 괴상 석회암, 흑운모-녹니석 편암, 자류석 편암, 점판암 등이 협재된다.

### 창촌리층
창촌리층(倉村里層, Changchonri Formation)은 춘천시 남산면 창촌리를 표식지로 하여 춘천시 남면 발산리, 신동면 팔미리, 금병산(651 m), 동내면 고은리, 사암리, 동산면 원창리, 봉명리, 조양리, 홍천군 북방면 부사원리 지역에 넓게 분포하는 지층이다. 창촌리층은 주로 석영/장석으로 구성된 우백질 부분과 흑운모로 구성된 우흑질 부분이 교호하는 전형적인 호상/흑운모 편마암이 대부분이며 여기에 각섬암, 각섬석 편암, 투휘석 편암, 결정질 석회암이 협재된다.

### 동산층
동산층(東山層, Dongsan Formation)은 춘천시 동산면을 표식지로 하여 동산면 서부, 남산면, 신동면 혈동리, 남면 추곡리 지역에 분포하는 지층이다. 동산층은 상하부 2개 층원으로 구성되는데 하부는 안구상 편마암이고 상부는 호상 편마암이다.

## 중생대대보 화강암

### 춘천 분지 춘천 화강암
춘천시내가 있는 춘천 분지는 분지 내부의 중생대 화강암이 주변의 선캄브리아기 편마암보다 더 많은 침식을 받아 형성된 전형적인 차별 침식 분지이다. 춘천 분지 내부의 화강암은 춘천·내평·가평·홍천 지질도폭에서 춘천 화강암으로 명명되었으며, 신북읍 중·남부(대략 순환대로 안쪽)과 서면 금산리, 방동리, 동면 장학리, 만천리, 동내면 사암리, 신동면 정족리, 증리와 춘천시 시가지 지역에 장축 17 km, 단축 10 km 모양의 길쭉한 타원 형태로 분포한다. 춘천 화강암은 풍화 침식에 약해 야외에서 노두를 발견하기 어렵다. 주요 구성 광물은 석영, 사장석, 미사장석, 흑운모이며 백운모, 자철석, 각섬석 등을 포함한다.
한국지질자원연구원(2024)은 춘천시 효자동 지역에서 춘천 화강암에 대해 751.2 m 깊이로 시추공을 뚫어 암석의 지구과학적 특성을 연구하였다. SHRIMP U-Pb 연대측정 결과는 173.9 Ma (쥐라기 중기 알레니안)으로 해석되었다. 시추코어 조사 결과 수십 센티미터~수 미터 두께의 반화강암(aplite)이 지하 400 m 및 600~700 m 구간에서 산출되며 이외에 염기성 암맥과 페그마타이트 및 석영맥이 산출되었다. 시추코어 내에서는 5개의 단층이 확인되었다. 또한 시추부지 주변 지역에서 야외 지질 조사를 실시하여 아래와 같이 6개 지점의 노두를 기재하였다.
| 좌표 | 행정구역             | 위치                                | 지질구조 (주향/경사) |
| --- | -------------------- | ----------------------------------- | -------------------- |
| 북위 37° 53′ 13.9″ 동경 127° 46′ 10.3″ / 북위 37.887194° 동경 127.769528°                                                                           | 춘천시 동면 만천리   | 동면 만군길 177-30 서남서측         | 반화강암 암맥 관입   |
| 북위 37° 53′ 03.9″ 동경 127° 46′ 41.8″ / 북위 37.884417° 동경 127.778278°                                                                           | 춘천시 동면 만천리   | 동면 순환대로 1156-19               | 석영맥 (5 cm)        |
| 북위 37° 53′ 05.1″ 동경 127° 46′ 44.9″ / 북위 37.884750° 동경 127.779139° 북위 37° 53′ 05.1″ 동경 127° 46′ 47.6″ / 북위 37.884750° 동경 127.779889° | 춘천시 동면 만천리   | 동면 순환대로 1156-21               | 페그마타이트 암맥    |
| 북위 37° 51′ 29.2″ 동경 127° 41′ 30.1″ / 북위 37.858111° 동경 127.691694°                                                                           | 춘천시 송암동        | 송암저수지 서측 스포츠타운길 도로변 | 세립질 흑운모 화강암 |
| 북위 37° 50′ 27.6″ 동경 127° 40′ 37.2″ / 북위 37.841000° 동경 127.677000°                                                                           | 춘천시 신동면 의암리 | 의암호인어상                        | 규암                 |

### 복운모 화강암
복운모 화강암(Two mica granite)은 춘천시 북부 용화산~배후령~오봉산 및 사북면 고성리 지역에 분포하는 화강암으로 춘천 화강암과는 반대로 높은 고산 지형을 형성한다. 주요 구성 광물은 석영, 사장석, 흑운모, 백운모이며 석류석, 인회석, 모나자이트, 저어콘, 녹니석, 견운모 등이 포함된다.
오봉산 (춘천)의 화강암
- 거북바위
- 공주굴
- 구성(구송)폭포

## 같이 보기
- 한국의 지질
- 경기 지괴/경기 육괴
- 춘천시